# Olšina u Volfířova
Olšina u Volfířova je přírodní památka poblíž obce Volfířov v okrese Jindřichův Hradec. Předmětem ochrany je zachování prameništní a potoční olšiny s hojným výskytem bledule jarní a ochrana populací vzácných živočichů a rostlin vázaných na ekosystém rybníčku.